# أليس كونيك
أليس كونيك (بالإنجليزية: Alice Kunek) مواليد 6 يناير 1991، هي لاعبة كرة سلة أسترالية. بدأت مسيرتها الاحترافية في سنة 2007. حققت المركز الثالث في الألعاب الجامعية الصيفية 2013.

## الميداليات
| الميدالية | المسابقة                      |
| --------- | ----------------------------- |
| برونزية   | الألعاب الجامعية الصيفية 2013 |

## روابط خارجية
- أليس كونيك على موقع الاتحاد الدولي لكرة السلة (الإنجليزية)
- أليس كونيك على موقع كرة السلة الأوروبية.كوم (الإنجليزية)
- أليس كونيك على موقع بروبوليرز (الإنجليزية)